# Ianoveț, Vidin
Ianoveț (în bulgară Яньовец) este un sat în comuna Dimovo, regiunea Vidin,  Bulgaria. 

## Demografie
Componența etnică a satului Ianoveț
     Bulgari (100%)
     Nicio identificare (0%)
     Altele (0%)
La recensământul din 2011, populația satului Ianoveț era de 14 locuitori. Din punct de vedere etnic, toți locuitorii erau bulgari.